# Thảo dược học

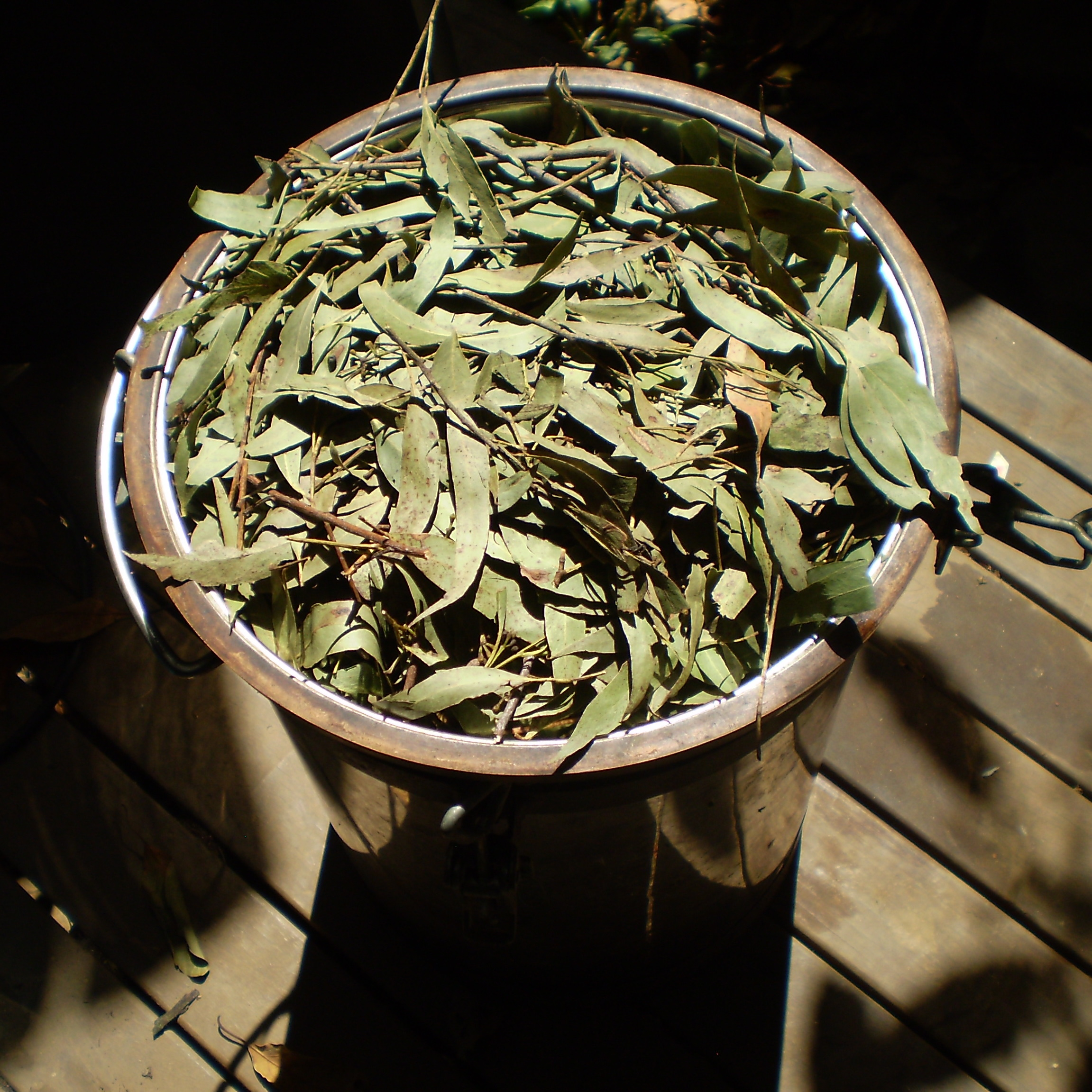
Lá của cây bạch đàn olida đang được chưng cất hơi để thu lây tinh dầu.

Thảo dược học là những nghiên cứu về thực vật học và sử dụng thực vật dành cho mục đích y học. Thực vật đã là cơ sở cho việc điều trị y tế trong quá trình lịch sử dài của nhân loại, và y học cổ truyền như vậy vẫn còn được thực hiện rộng rãi ngày nay. Y học hiện đại sử dụng nhiều hợp chất có nguồn gốc từ thực vật để tạo nên các dược phẩm. Mặc dù thảo dược học có thể áp dụng các tiêu chuẩn hiện đại về thử nghiệm hiệu quả cho các loại thảo mộc và thuốc có nguồn gốc từ các nguồn tự nhiên, chỉ có rất ít thử nghiệm lâm sàng chất lượng cao và các tiêu chuẩn về độ tinh khiết hoặc liều được tiến hành. Phạm vi của thảo dược đôi khi được mở rộng để bao gồm các sản phẩm từ nấm và ong, cũng như các khoáng chất, vỏ và một số bộ phận của động vật.
Thuật ngữ thực vật bệnh học cũng có thể dùng để đề cập đến khoa học về bệnh lý và thiệt hại cho thực vật, nguyên nhân, biểu hiện, phát triển, cách lây truyền, phương pháp duy trì sức khỏe thực vật và các biện pháp được sử dụng để kiểm soát những bệnh thực vật và phòng tránh chúng.
Thảo dược học đôi khi cũng được sử dụng ngang với thuật ngữ liệu pháp thực vật, đây là một dạng thực hành thay thế và ngụy khoa học của việc sử dụng các chất chiết xuất từ thực vật hoặc có nguồn gốc động vật để làm thuốc hoặc các tác nhân thúc đẩy sức khỏe. Liệu pháp thực vật khác với các loại thuốc có nguồn gốc từ thực vật trong dược phẩm tiêu chuẩn bởi vì nó không được phân lập và tiêu chuẩn hóa các hợp chất được cho là mang hoạt tính sinh học. Nó dựa trên niềm tin sai lầm rằng việc bảo tồn sự phức tạp của các chất từ một loài thực vật nhất định với chế biến ít hơn là an toàn hơn và có khả năng hiệu quả hơn. Không có bằng chứng cho thấy một trong hai khẳng định trên là đúng. Viên bổ sung chế độ ăn uống thảo dược thường nằm trong danh mục này.